# Ferenc Mészáros
Ferenc Mészáros (hongarès: Mészáros Ferenc)  (Budapest, 11 d'abril de 1950 - 9 de gener de 2023) va ser un futbolista hongarès de les dècades de 1970 i 1980 i entrenador de futbol.
Fou 29 cops internacional amb la selecció d'Hongria, amb la qual disputà la Copa del Món de futbol de 1978 i la Copa del Món de futbol de 1982.
Va ser jugador de Vasas SC, Sporting Clube de Portugal, Farense, Győri ETO i Vitória Setúbal.
Un cop retirat fou entrenador a Vasas de Budapest.